# Пиньятелли, Иосиф
Ио́сиф Мари́я Пиньяте́лли, S.J. (исп. José María Pignatelli, 27 декабря 1737[…], Сарагоса, Арагон — 15 ноября 1811[…], Рим) — испанский священник, неофициальный лидер иезуитов в изгнании, после упразднения Общества Иисуса (1773—1814). Считается вторым основателем ордена.

## Биография
Иосиф Пиньятелли, потомок знатного итало-испанской рода Пиньятелли, родился в Сарагосе (Испания). Получив блестящее образование в иезуитском колледже в Сарагосе, он, несмотря на протесты его семьи, в возрасте 15 лет вступил в Общество Иисуса. По окончании обучения он был рукоположён в сан священника и назначен преподавателем в колледже в Сарагосе. Во время обучения Пиньятелли заболел туберкулёзом, который преследовал его всю жизнь.

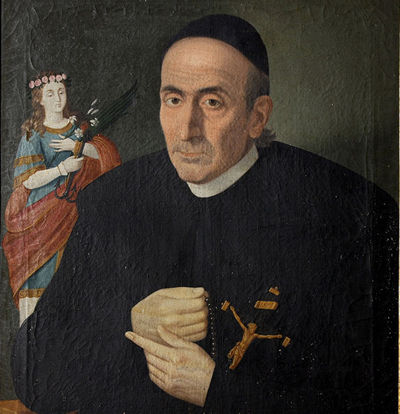
Иосиф Пиньятелли

В 1767 году, когда в Испании начались гонения на иезуитов, он отклонил предложение испанского короля Карла III выйти из ордена, и вместе с другими иезуитами был вынужден покинуть Испанию. Не получив разрешение папы Климента XIII на пребывание в Италии, Пиньятели во главе 500 членов ордена обосновался в Корсиканской Республике, а после её захвата Францией в 1770 г. — в Генуе. После упразднения в 1775 г. ордена Иезуитов, Пиньятелли был вынужден искать убежище в Болонье. В связи с тем, что ему, как и другим иезуитам, было запрещено выполнять богослужение, Пиньятелли посвятил себя изучению истории Общества Иисуса, одновременно осуществляя руководство рассеянным орденом и неустанно борясь за его восстановление. В 1797 году он добился восстановления ордена в Герцогстве Пармском, а через некоторое время в Неаполитанском королевстве и Сардинии. В 1800 г. Пиньятелли назначается провинциалом иезуитов всей Италии. Иосиф Пиньятелли умер от туберкулёза 73 лет от роду в Риме, двух лет не дожив до полного восстановления Общества Иисуса.

## Канонизация
Вопрос о канонизации Иосифа Пиньятелли впервые был поднят папой Григорием XVI в 1846 году. Причислен к лику блаженных папой Пием XI 21 мая 1933 года, канонизирован папой Пием XII 12 июня 1954 года. 
День прославления святого Иосифа Пиньятелли — 14 ноября.

## Значение
После святого Игнатия Лойолы, основателя Общества Иисуса, Пиньятелли считается одним из выдающихся представителей Общества Иисуса нового времени. Будучи фактическим главой ордена в период его запрета, ему, несмотря на гонения, удалось сохранить структуру, состав и интеллектуальные силы ордена, что способствовало его быстрому восстановлению. Пиньятелли, таким образом, можно по праву считать спасителем и реставратором Общества Иисуса.